# Chancellor Olcott
Chancellor Olcott (21 de julio de 1858 – 18 de marzo de 1932) fue un actor teatral, compositor y cantante estadounidense. 

## Resumen biográfico

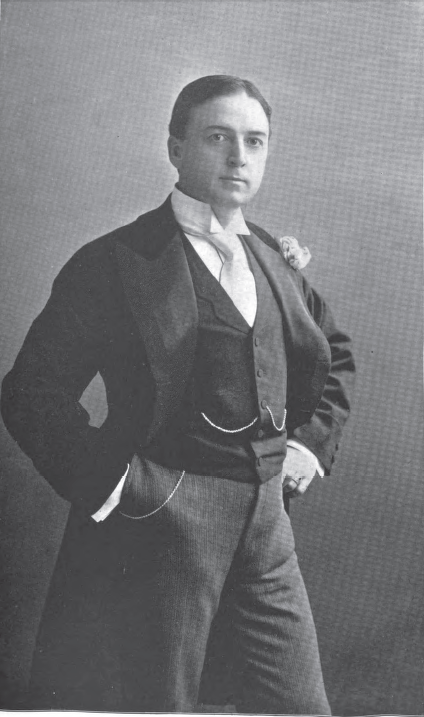
Actor Chauncey Olcott, c. 1896 (Chicago)

Nacido en Búfalo (Nueva York), Olcott cantaba en los primeros años de su carrera en minstrel shows (espectáculos con artistas con la cara pintada de negro). Lillian Russell jugó un papel importante con su apoyo para conseguir que llegara a ser una estrella teatral de Broadway. 
Entre sus logros como compositor, Olcott escribió y compuso la canción "My Wild Irish Rose" para su producción de A Romance of Athlone en 1899. Olcott también la letra de "When Irish Eyes Are Smiling" para The Isle O' Dreams en 1912. 
Se retiró a Montecarlo, Mónaco, y falleció allí en 1932. Su cuerpo fue repatriado y enterrado en el Cementerio Woodlawn del Bronx, Nueva York.
Su vida fue llevada a la pantalla en 1947 por la Warner Bros. con la película My Wild Irish Rose, en la cual Dennis Morgan interpretaba a Olcott. 
En 1970, a título póstumo, Olcott fue incluido en el Salón de la Fama de los Compositores. 